# Estadio La Doble Visera
El Estadio Independiente, conocido popularmente como la Doble Visera, fue un recinto deportivo propiedad del club homónimo, ubicado en la ciudad bonaerense de Avellaneda, Argentina. Localizado en la calle Cordero (hoy Ricardo E. Bochini) 751, en el mismo lugar donde actualmente se erige el estadio Libertadores de América, fue inaugurado el 4 de marzo de 1928 con un partido amistoso entre el local y Peñarol, que finalizó 2–2.
Fue construido con hormigón, convirtiéndose en el primer estadio de Argentina en utilizar este material y el segundo en el mundo, después del Estadio de Harvard en Estados Unidos. Nunca tuvo un nombre oficial, pero primero fue conocido popularmente como «La Visera» y, después de las reformas de 1961, «La Doble Visera». Este nombre se debía a que tenía dos tribunas con techo plano de hormigón, a los que comúnmente se les decía «viseras».
Llegó a ser escenario de numerosas finales continentales, así como también sede del Campeonato Sudamericano—actual Copa América— (1929 y 1946).  Su cierre definitivo ocurrió el 8 de diciembre de 2006, tras el encuentro entre Independiente y Gimnasia y Esgrima de Jujuy, correspondiente al Torneo Apertura 2006, y su demolición se completó en enero de 2007, para dar paso al proyecto de construcción del nuevo estadio del club.

## Antecedentes

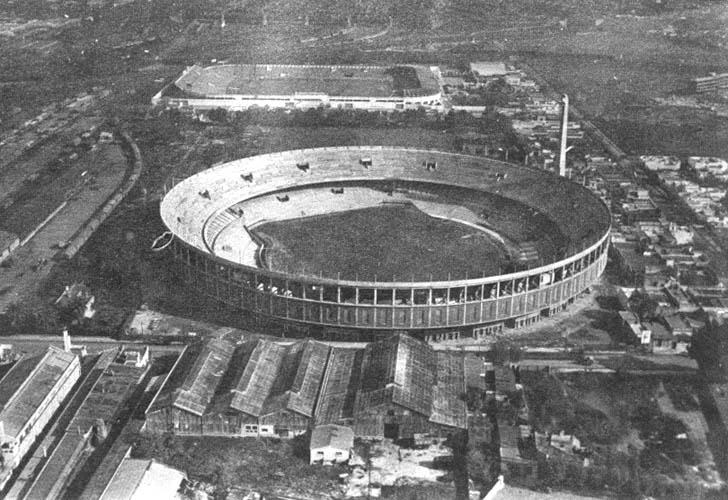
La Doble Visera y el Estadio Presidente Perón (de Racing, el clásico rival) a pocos metros de distancia.

Desde 1906, año en que el Club Atlético Independiente se mudó a Avellaneda desde Buenos Aires, hasta 1928, Independiente hizo de local en el estadio de Crucecita.
En 1925, la directiva del club mostró intenciones de comprar el terreno donde dicho estadio estaba emplazado, sin embargo la venta no pudo concretarse, por lo que el club debió salir al mercado a buscar un nuevo estadio. El entonces presidente del club Pedro Canaveri realizó la compra de un terreno baldío y pantanoso ubicado, en ese entonces, entre las vías del Ferrocarril del Sud y a dos cuadras del entonces estadio de Racing, el estadio de Alsina y Colón.
El club optó por construir su nuevo estadio utilizando materiales ignífugos, tras la mala experiencia de 1923 cuando el estadio de Crucecita fue parcialmente destruido por un severo incendio causado, presuntamente, por un corto circuito. Aun así, por un tiempo se continuaron utilizando las gradas de madera de Crucecita en el nuevo estadio.

## Historia

### Intentos de sabotaje
La construcción del estadio comenzó en 1926 y tardó dos años en completarse. Gran parte del terreno estaba atravesado por una pequeña laguna llamada «Pantano de Ohaco», la cual tuvo que ser vaciada y rellenada con toneladas de piedra y tierra. El arquitecto del estadio fue Federico Garófalo, quien propuso modelar al nuevo estadio de Independiente tomando inspiración del Estádio das Laranjeiras de Río de Janeiro, Brasil. Otra versión indica que Garófalo se inspiró en el recientemente construido Hipódromo de La Gávea, también de Brasil.
La construcción del estadio sufrió continuos intentos de sabotaje por parte del entonces intendente de Avellaneda, Alberto Barceló, que mandó empleados municipales a revertir la eliminación del Pantano de Ohaco llevándose el relleno, intentando paralizar las obras y, por último, intentando inventar una calle nueva donde el pantano recién terminaba de ser rellenado. Aún bajo semejante adversidad, Independiente pudo avanzar en la construcción gracias a que los principales medios de Buenos Aires se hicieron eco de esta situación, e incluso echando a los municipales a los tiros.

### Inauguración
El estadio fue inaugurado, con una capacidad para 30.000 espectadores, el 4 de marzo de 1928 en un encuentro amistoso entre Independiente y Peñarol, que finalizó empatado 2-2. El primer gol de la historia del estadio lo marcó el italo-argentino Raimundo Orsi. En la inauguración estuvo presente en entonces gobernador de la provincia de Buenos Aires, Valentín Vergara, que dio el puntapié inicial. El primer partido oficial tuvo lugar el 29 de abril, entre Independiente y el Sportivo Buenos Aires (finalizado 0-0), por el Campeonato de Primera División 1928. La Visera fue uno de los propuestos como subsede por Argentina en sus sendas candidaturas para organizar los mundiales de 1938 y 1942.

### Remodelaciones
Apenas dos años después de su inauguración, el estadio atravesó una remodelación en la cual se modificó la orientación del campo de juego, pasando la tribuna de cemento techada a ser cabecera de arco, se incorporó una tribuna en terraplén tras bajar el nivel del campo, y se removió la vieja tribuna traída desde el Estadio de Crucecita para construir una nueva de cemento, aumentando la capacidad a 80.000. El estadio se reinauguró en 1930 con victoria de Independiente ante Racing por 3-1.
En 1938 se instalaron cuatro columnas de iluminación, haciendo posible que el estadio sea utilizado de noche. Hacia 1954 se añadió un palco para periodistas en la tribuna sobre la calle Almirante Cordero.
En 1960 el estadio atravesó su segunda remodelación, al construirse la segunda visera sobre la tribuna Arsenio Erico, dando origen a su popular nombre de "La Doble Visera", entre otros detalles como la instalación de riego automático y una fosa de seguridad alrededor del campo. En 1964 se inauguró un nuevo sistema de iluminación compuesto por seis torres, en un encuentro amistoso ante el Austria Viena, campeón de su país, que fue ganado por Independiente por 3-0.

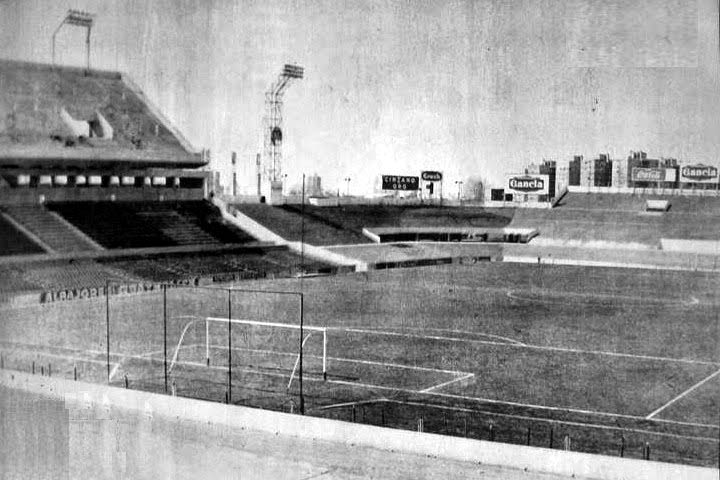
Imagen del estadio en 1971.

La última remodelación comenzó en 1968, con la construcción de una bandeja sobre la calle Almirante Cordero, la cual se completó en 1971. Esta bandeja fue más tarde renombrada como Herminio Sande (antiguo presidente del club) y fue la única estructura de La Doble Visera que no fue demolida en 2007, ya que se reutilizó para el Estadio Libertadores de América (hoy en día se llama Bochini Alta).

### Cierre y demolición
Hacia inicios de la década del 2000, el estadio lucía descuidado y deteriorado. En 2006, media hora antes del inicio de un partido ante San Lorenzo, un pedazo grande y pesado de mampostería se desprendió y cayó sobre la platea de periodistas, sin ocasionar heridos. Ese mismo año se produjo el pase de Sergio Agüero al Club Atlético de Madrid por $23 millones de euros, que impulsó al entonces presidente Julio Comparada a tomar la iniciativa de construir un nuevo estadio más moderno y estética inglesa. El último partido en la histórica Doble Visera tuvo lugar el 8 de diciembre de 2006 ante Gimnasia y Esgrima de Jujuy, con victoria para los jujeños por 2-1. La demolición comenzó en enero de 2007.

## Partidos de selecciones nacionales
El 30 de agosto de 1928, el estadio de Independiente albergó por primera vez un encuentro entre selecciones nacionales, entre Argentina y Uruguay por la Copa Newton. El encuentro lo ganó Argentina por 1-0, con gol de Manuel Seoane, que jugaba en Independiente.
La selección argentina jugó un total de 10 partidos en el estadio de Independiente, principalmente en la década de 1930, y ganó todos los partidos.
El estadio de Independiente fue el principal recinto utilizado por la selección argentina, hasta la construcción del Estadio Monumental del Club Atlético River Plate en 1938. De allí en más fue utilizado de manera ocasional hasta 1961, año en que recibió a la selección nacional por última vez.
Fútbol masculino
| #   | Fecha                   | Local     | Res. | Visitante  | Competición                                    |
| --- | ----------------------- | --------- | ---- | ---------- | ---------------------------------------------- |
| 1.  | 30 de agosto de 1928    | Argentina | 1–0  | Uruguay    | Copa Newton                                    |
| 2.  | 24 de febrero de 1929   | Argentina | 6–1  | America-RJ | Amistoso                                       |
| 3.  | 16 de noviembre de 1929 | Paraguay  | 5–0  | Perú       | Campeonato Sudamericano 1929                   |
| 4.  | 5 de febrero de 1933    | Argentina | 4–1  | Uruguay    | Amistoso                                       |
| 5.  | 15 de agosto de 1934    | Argentina | 1–0  | Uruguay    | Amistoso                                       |
| 6.  | 15 de agosto de 1935    | Argentina | 3–0  | Uruguay    | Copa Juan Mignaburu                            |
| 7.  | 9 de agosto de 1936     | Argentina | 1–0  | Uruguay    | Copa Juan Mignaburu                            |
| 8.  | 11 de noviembre de 1937 | Argentina | 5–1  | Uruguay    | Copa Lipton                                    |
| 9.  | 18 de febrero de 1940   | Argentina | 3–1  | Paraguay   | Copa Rosa Chevallier Boutell                   |
| 10. | 17 de marzo de 1940     | Argentina | 5–1  | Brasil     | Copa Roca 1940                                 |
| 11. | 29 de enero de 1946     | Uruguay   | 5–0  | Bolivia    | Campeonato Sudamericano 1946                   |
| 12. | 29 de enero de 1946     | Brasil    | 1–1  | Paraguay   | Campeonato Sudamericano 1946                   |
| 13. | 27 de octubre de 1957   | Argentina | 4–0  | Bolivia    | Clasificación a la Copa Mundial de Fútbol 1958 |
| 14. | 12 de octubre de 1961   | Argentina | 5–1  | Paraguay   | Amistoso                                       |

Fútbol femenino
| #  | Fecha                    | Local     | Res. | Visitante  | Competición |
| -- | ------------------------ | --------- | ---- | ---------- | ----------- |
| 1. | 29 de septiembre de 1998 | Argentina | 3–2  | Costa Rica | Amistoso    |

## Partidos relevantes entre clubes
La Doble Visera albergó los partidos de Independiente en los torneos internacionales, incluyendo la Copa Libertadores de América, la Copa Intercontinental, la Supercopa Sudamericana, la Copa Mercosur y la Copa Sudamericana 2003. También recibió en partidos amistosos a diferentes equipos del mundo.
| #   | Fecha                    | Local         | Res. | Visitante          | Competición                                   |
| --- | ------------------------ | ------------- | ---- | ------------------ | --------------------------------------------- |
| 1.  | 11 de agosto de 1928     | Independiente | 4–1  | Barcelona          | Amistoso                                      |
| 2.  | 15 de junio de 1929      | Independiente | 1–1  | Chelsea            | Amistoso                                      |
| 3.  | 10 de agosto de 1929     | Independiente | 1–2  | Torino             | Amistoso                                      |
| 4.  | 31 de agosto de 1929     | Independiente | 1–0  | Bologna            | Amistoso                                      |
| 5.  | 9 de agosto de 1930      | Independiente | 1–0  | Hakoah All-Stars   | Amistoso                                      |
| 6.  | 29 de enero de 1932      | Racing        | 3–0  | Boca Juniors       | Final de Copa Beccar Varela 1932              |
| 7.  | 10 de diciembre de 1949  | Racing        | 2–2  | Newell's Old Boys  | Final de Copa Adrián C. Escobar 1949          |
| 8.  | 24 de abril de 1954      | Independiente | 1–3  | Rot-Weiss Essen    | Amistoso                                      |
| 9.  | 6 de mayo de 1954        | Independiente | 4–2  | Rot-Weiss Essen    | Amistoso                                      |
| 10. | 6 de enero de 1955       | Independiente | 3–0  | Austria Viena      | Amistoso                                      |
| 11. | 8 de enero de 1955       | Independiente | 6–1  | La Chaux-de-Fonds  | Amistoso                                      |
| 12. | 11 de enero de 1955      | Independiente | 3–0  | Estrella Roja      | Amistoso                                      |
| 13. | 21 de diciembre de 1957  | Independiente | 6–1  | First Viena        | Amistoso                                      |
| 14. | 20 de enero de 1962      | Independiente | 1–0  | CSKA Sofía         | Amistoso                                      |
| 15. | 28 de enero de 1962      | Independiente | 1–1  | Atlético de Madrid | Amistoso                                      |
| 16. | 8 de diciembre de 1963   | Independiente | 1–1  | Dinamo de Moscú    | Amistoso                                      |
| 17. | 15 de diciembre de 1963  | Independiente | 2–0  | Dinamo de Moscú    | Amistoso                                      |
| 18. | 6 de enero de 1964       | Independiente | 3–0  | Austria Viena      | Amistoso                                      |
| 19. | 8 de enero de 1964       | Independiente | 4–3  | Austria Viena      | Amistoso                                      |
| 20. | 12 de agosto de 1964     | Independiente | 1–0  | Nacional           | Final de Copa Libertadores 1964 (vuelta)      |
| 21. | 9 de septiembre de 1964  | Independiente | 1–0  | Inter de Milán     | Copa Intercontinental 1964 (ida)              |
| 22. | 9 de abril de 1965       | Independiente | 1–0  | Peñarol            | Final de Copa Libertadores 1965 (ida)         |
| 23. | 15 de septiembre de 1965 | Independiente | 0–0  | Inter de Milán     | Copa Intercontinental 1965 (vuelta)           |
| 24. | 16 de febrero de 1966    | Independiente | 3–2  | Sparta Praga       | Amistoso                                      |
| 25. | 20 de junio de 1966      | Independiente | 1–2  | Sevilla            | Amistoso                                      |
| 26. | 24 de mayo de 1972       | Independiente | 2–1  | Universitario      | Final de Copa Libertadores 1972 (vuelta)      |
| 27. | 6 de septiembre de 1972  | Independiente | 1–1  | Ajax de Ámsterdam  | Copa Intercontinental 1972 (ida)              |
| 28. | 22 de mayo de 1973       | Independiente | 1–1  | Colo-Colo          | Final de Copa Libertadores 1973 (ida)         |
| 29. | 16 de octubre de 1974    | Independiente | 2–0  | São Paulo          | Final de Copa Libertadores 1974 (vuelta)      |
| 30. | 12 de marzo de 1975      | Independiente | 1–0  | Atlético de Madrid | Copa Intercontinental 1974 (ida)              |
| 31. | 25 de junio de 1975      | Independiente | 3–1  | Unión Española     | Final de Copa Libertadores 1975 (vuelta)      |
| 32. | 21 de enero de 1978      | Independiente | 1–1  | Talleres           | Final del Campeonato Nacional 1977 (ida)      |
| 33. | 10 de enero de 1979      | Independiente | 2–0  | River Plate        | Final del Campeonato Nacional 1978 (vuelta)   |
| 34. | 10 de junio de 1983      | Independiente | 2–1  | Estudiantes        | Final del Campeonato Nacional 1983 (vuelta)   |
| 35. | 27 de julio de 1984      | Independiente | 0–0  | Grêmio             | Final de Copa Libertadores 1984 (vuelta)      |
| 36. | 15 de julio de 1989      | Independiente | 2–0  | Japón              | Amistoso                                      |
| 37. | 29 de noviembre de 1989  | Independiente | 0–0  | Boca Juniors       | Final de Supercopa Sudamericana 1989 (vuelta) |
| 38. | 22 de abril de 1993      | Independiente | 1–0  | Tenerife           | Amistoso                                      |
| 39. | 9 de noviembre de 1994   | Independiente | 1–0  | Boca Juniors       | Final de Supercopa Sudamericana 1994 (vuelta) |
| 40. | 29 de noviembre de 1995  | Independiente | 2–0  | Flamengo           | Final de Supercopa Sudamericana 1995 (ida)    |
| 41. | 27 de julio de 2004      | Independiente | 1–0  | El Salvador        | Amistoso                                      |